# Onion routing
Onion routing eller lökrouting är en teknik för pseudonym (eller anonym) kommunikation över ett datornätverk, utvecklat av David Goldschlag, Michael Reed, och Paul Syverson. Det baseras på David Chaums mixnätverk, även om det inkluderar ett flertal modifikationer och förbättringar. Bland dessa modifikationer är konceptet att "routa onions", vilket kodar routinginformation i flera krypterade lager.
Syftet med onion routing är att skydda integriteten för sändaren och mottagaren av ett meddelande, medan man samtidigt erbjuder skydd för meddelandet medan det skickas över nätverket. Man åstadkommer detta enligt principen om Chaums mixkaskader: ett meddelande skickas från källan till destinationen via en sekvens av proxyservrar ("onion routers"), som återroutar meddelanden i en oförutsägbar bana. För att förhindra oönskade personer att "tjuvlyssna" på meddelandets innehåll krypteras meddelandena mellan routrar.
Fördelarna med onion routing (och mixkaskader över huvud taget) är att det inte är nödvändigt att lita på varje medverkande router; om en eller flera routrar blir övertagna kan anonym kommunikation fortfarande upprätthållas, detta eftersom varje router i denna typen av nätverk accepterar meddelanden, återkrypterar dem, och skickar dem vidare till en annan router. En person med möjligheten att övervaka varenda router i nätverket kan klara av att spåra vägen meddelandet tagit, men en person med mer begränsade resurser än så kommer att få stora problem även om han eller hon kontrollerar en eller flera routrar längs meddelandets väg.

## Mjukvara som använder onion routing
- Tor